# Кембридж, Адольф, 1-й маркиз Кембриджский
Сэр Адольф Кембридж (имя при рождении — Адольф Чарльз Александр Альберт Эдвард Георг Филипп Луи Ладислаус фон Тек, англ. Adolphus Charles Alexander Albert Edward George Philip Louis Ladislaus von Teck; 13 августа 1868, Кенсингтонский дворец, Лондон, Великобритания — 23 октября 1927, Шоттон-холл, Шрусбери, Шропшир, Великобритания) — британский аристократ, последний герцог Текский (1900—1917), 1-й маркиз Кембриджский, 1-й граф Элтем и 1-й виконт Норталлертон с 1917 года. Брат королевы Марии Текской.

## Биография
Адольф принадлежал к Текской ветви Вюртембергского дома. Его отец, Франц, герцог Текский, родился от морганатического брака, так что ни он, ни его потомство не имело прав на корону Вюртемберга. Матерью Адольфа была британская принцесса Мария Аделаида Кембриджская, внучка короля Георга III; таким образом, Адольф приходился королеве Виктории двоюродным племянником. Его старшая сестра Мария в 1891 году стала женой старшего внука королевы Джорджа, герцога Йоркского, впоследствии — короля Георга V.
Адольф Текский родился в 1868 году. Он учился в колледже Веллингтона в Беркшире и в Королевской военной академии в Сандхерсте, с 19 лет служил в армии. В 1895 году получил чин капитана лейб-гвардии, в 1897 году стал рыцарем-командором Королевского Викторианского ордена. После смерти отца в 1900 году унаследовал титул герцога Текского. Герцог участвовал в англо-бурской войне, в 1901 году стал кавалером Большого креста Королевского Викторианского ордена, в 1904—1910 годах был военным атташе в Вене, после чего ушёл в отставку в чине лейтенанта-полковника. В 1911 году зять Адольфа, король Георг V, удостоил его права титуловаться Ваше высочество и наградил орденом Бани.
Когда началась Первая мировая война, Адольф вернулся на военную службу. Он служил сначала в адмиралтействе, а позже — в британских войсках во Франции в чине бригадира. В 1917 году, когда в связи с антигерманскими настроениями в Великобритании король и члены его семьи отказались от немецких фамилий и титулов, то же самое сделал и Адольф: он отказался от герцогства и принял фамилию Кембридж в честь своих предков по матери. Георг V пожаловал ему титулы маркиза Кембриджа, графа Элтема и виконта Норталлертона.
Маркиз умер 23 октября 1927 года и был похоронен в Королевской усыпальнице во Фрогморе.

## Семья
Маркиз Кембриджский был женат на Маргарет Гровенор, дочери Хью Гровенора, 1-го герцога Вестминстерского, и Констанс Гертруды Сазерленд-Левисон-Гоуэр. В этом браке родились четверо детей:
- Джордж Кембридж, 2-й маркиз Кембриджский (1895—1981)[8];
- Виктория Констанс Мэри (1897—1987), жена Генри Сомерсета, 10-го герцога Бофорта[9][10];
- Елена Фрэнсис Августа (1899—1969), жена полковника Джона Ивлина Гиббса (1879—1932)[11];
- Фредерик Чарльз Эдвард (1907—1940)[12].